# Gerard Greene
Pour les articles homonymes, voir Greene.
Gerard Greene, né le 12 novembre 1973 dans le Kent en Angleterre, est un joueur professionnel de snooker qui vit en Irlande du Nord. Bien que né et résidant en Angleterre, il a toujours représenté l'Irlande du Nord en compétition, le pays de ses parents, originaires de Belfast.
La carrière de Gerard Greene n'est couronnée de succès que tardivement : à l'aise lors des matchs de petit format, il atteint ses deux premières finales lors de la saison 2013-2014, soit 20 ans après le début de sa carrière, à la faveur de tournois dont les matchs se disputent en quatre manches gagnantes (un format court apparu dans la saison 2010-2011). Son meilleur classement est une 26e place, occupée en 2004-2005.
Gerard Greene s'est illustré lors d'une défaite contre Steve Davis au Grand Prix 1996. Durant ce match, Greene a empoché trois fois la bille blanche par accident en jouant la dernière bille noire, perdant ainsi les trois manches en question. Ce match lui valut le qualificatif de « joueur le plus malchanceux du snooker ».

## Carrière
Greene commence une carrière professionnelle en 1993, à 20 ans. C'est en 1997, au championnat du Royaume-Uni, qu'il atteint son premier quart de finale d'un tournoi classé, grâce à une victoire sur Steve Davis (6-2). Il est ensuite battu par Ronnie O'Sullivan (9-6). Il se qualifie pour son premier championnat du monde en 1999, où il chute d'entrée de jeu contre John Higgins. Son classement s'améliore progressivement jusqu'à atteindre le 26e rang mondial au terme de la saison 2003-2004 ; son meilleur classement. Cette augmentation est le fruit de bons résultats sur les tournois de classement, notamment de quarts de finale sur la coupe LG 2002 et l'Open de Grande-Bretagne 2003, qui lui rapportent respectivement 11 700 £ et 9 500 £.

En perte de forme lors des saisons suivantes, il gravite autour du top 32 sans plus progresser, étant au mieux quart de finaliste au Masters d'Irlande 2005. Greene réalise de solides performances fin 2007 ; il atteint sa première demi-finale d'un tournoi de classement au Grand Prix à Aberdeen, en sortant d'un groupe composé de Ronnie O'Sullivan, Steve Davis, Dominic Dale, Tom Ford et Mark Joyce. Il enchaîne en battant Ricky Walden en huitièmes de finale, puis Joe Perry en quarts de finale, mais perd de justesse contre le futur vainqueur, Marco Fu en demi-finales (6-5). Quelques semaines plus tard il atteint les quarts de finale du trophée d'Irlande du Nord en battant les ex-champions du monde Ken Doherty et Mark J. Williams, puis s'incline contre son compatriote Mark Allen (5-3). En 2010, Greene réussit à se qualifier au championnat du monde pour la cinquième fois de sa carrière mais il est encore éliminé au premier tour.

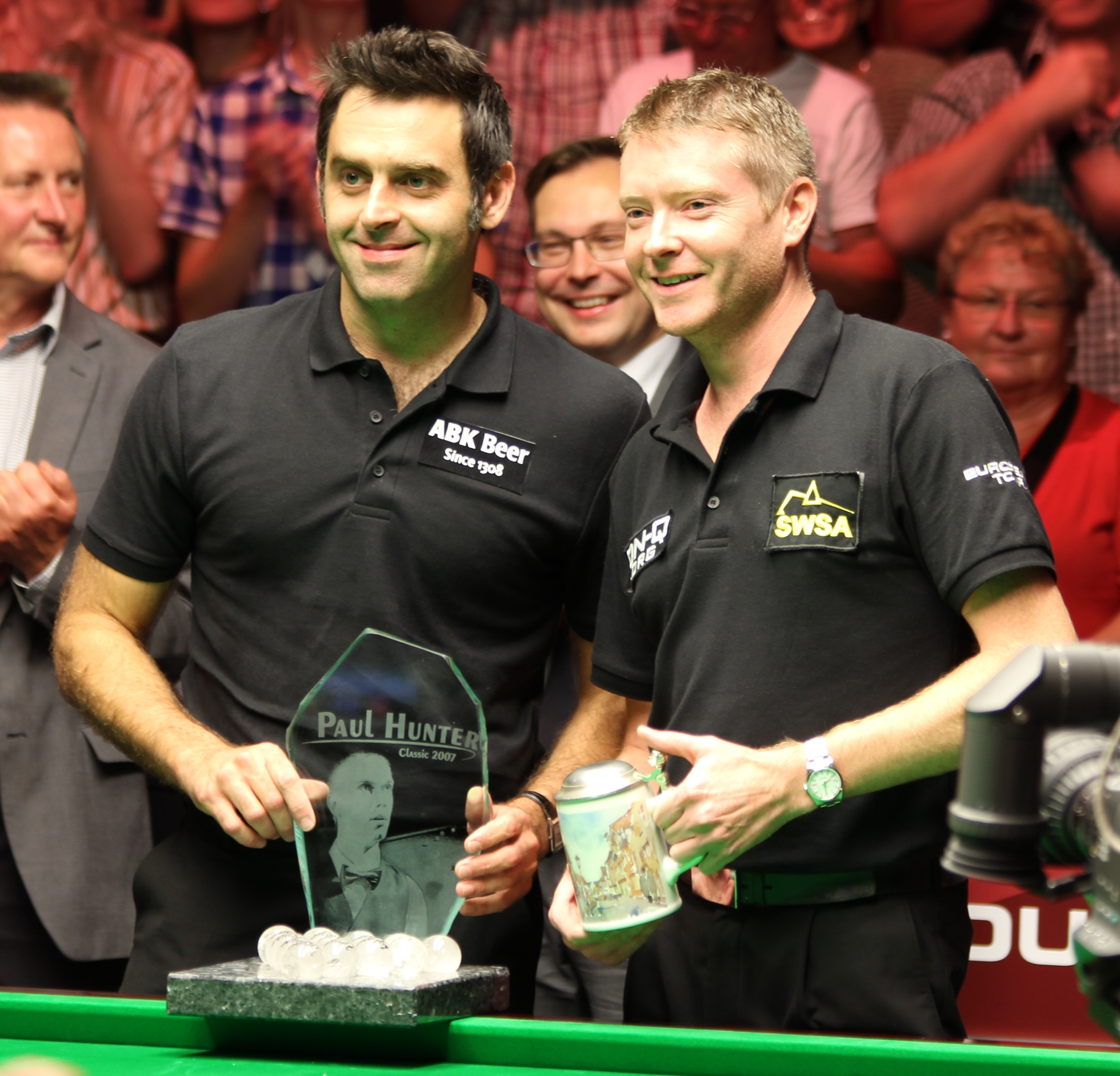
Greene (à droite) et O'Sullivan (à gauche), lors de la finale du Classique Paul Hunter 2013.

Lors des saisons suivantes, Greene descend lentement au classement mondial, jusqu'à atteindre la 56e place du classement à la fin de la saison 2012-2013. Il retrouve pourtant un nouveau souffle, contre toute attente, au début de la saison 2013-2014, en se qualifiant pour la première finale de sa carrière au Classique Paul Hunter ; un tournoi classé mineur du championnat du circuit des joueurs, où il bénéficie d'un tirage au sort relativement clément pour sortir son épingle du jeu. Il signe toutefois une bonne partie en demi-finale contre Ali Carter, qu'il bat 4-3. En finale en revanche, il ne tient pas la comparaison face au champion du monde, Ronnie O'Sullivan, contre qui il concède une défaite sans appel (4-0). Cette finale lui rapporte un grand nombre de points pour le classement du championnat, points qui lui permettent d'assurer sa place dans le tournoi final en fin de saison. Au cours de ce tournoi, Greene, l'un des joueurs les moins bien classés à s'être qualifiés, déjoue les pronostics en sortant un à un des noms prestigieux, dont Ricky Walden, Mark Allen, et Marco Fu, en route vers la deuxième finale de sa carrière ; la première dans un tournoi comptant pour le classement. En finale, il subit le même sort que contre O'Sullivan, battu 4-0 par Barry Hawkins.
Il est relégué du circuit professionnel en 2017, mais parvient à le regagner grâce à une victoire lors du tournoi de l'EBSA. Son dernier fait d'arme a eu lieu à Cardiff, lors de l'Open du pays de Galles de 2018, avec une victoire par 4 manches à 0 face à l'Anglais Shaun Murphy (no 7 mondial) au premier tour. En manque de résultats depuis quelques saisons maintenant, il est de nouveau relégué du circuit en 2019, mais parvient à regagner un ticket pour deux ans via la Q School. En 2020, il rallie les huitièmes de finale à l'Open du pays de Galles en battant sur sa route Ali Carter et Liang Wenbo. L'année suivante, il va également jusqu'en huitième de finale lors du Snooker Shoot-Out.

Au terme de la saison 2022-2023, redescendu en dehors du top 64 mondial, Greene perd sa place sur le circuit professionnel, comme en 2017. Néanmoins, cette fois, il ne parvient pas à la récupérer. 

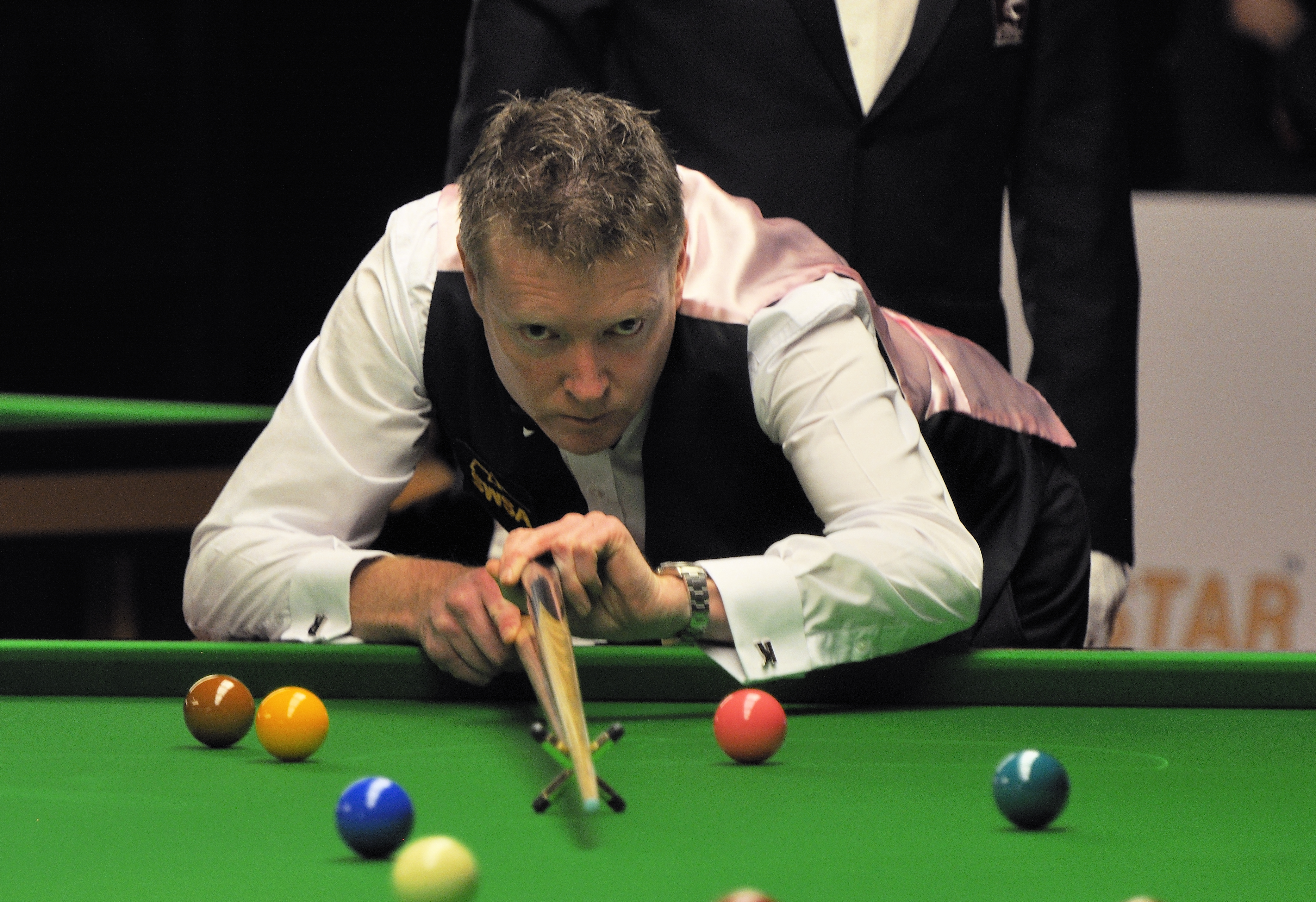
Greene au Masters d'Allemagne 2014.

## Palmarès
| Légende | Catégorie                      | Titres                         | Finales                        |
|         | Tournois classés               | 0                              | 1                              |
|         | Tournois classés mineurs       | 0                              | 1                              |
|         | Tournois non classés           | 1                              | 0                              |
|         | Tournois en équipes            | 0                              | 1                              |
|         | Tournois pro-am                | 1                              | 0                              |
|         | Tournois seniors               | 1                              | 0                              |
| Gras    | Tournois de la triple couronne | Tournois de la triple couronne | Tournois de la triple couronne |

### Titres

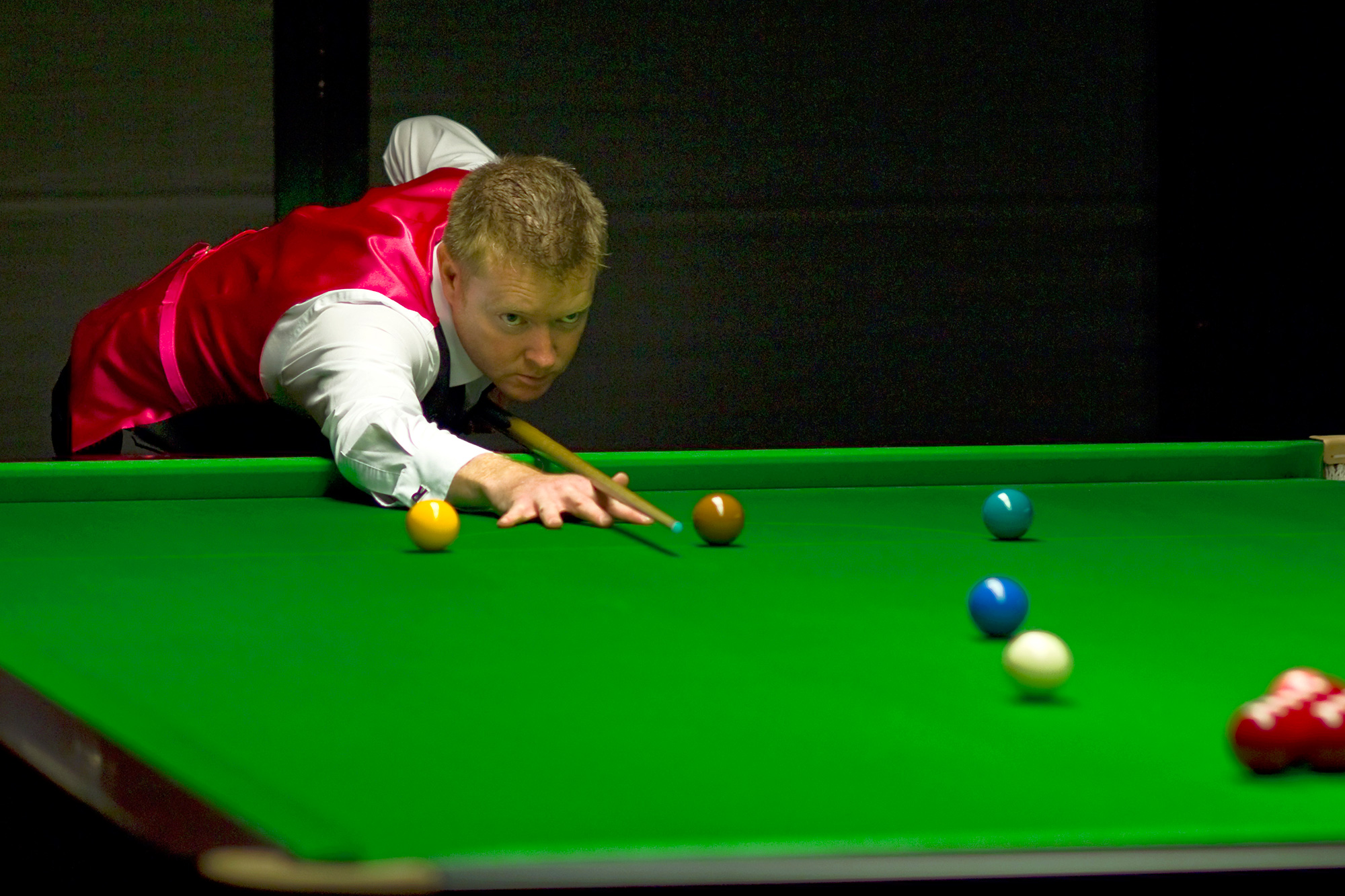
Gerard Greene en 2011.

| Saison    | Nom du tournoi                                          | Lieu      | Finaliste       | Score |
| 1995-1996 | Masters de Pologne                                      |           | Patrick Wallace | 6-5   |
| 2005-2006 | Jeux mondiaux                                           | Duisbourg | Ding Junhui     | 4-3   |
| 2022-2023 | 2e tournoi qualificatif au championnat du monde séniors | Reading   | Philip Williams | 4-2   |

### Finales perdues
| Saison    | Nom du tournoi                                      | Lieu    | Finaliste         | Score | Tableau |
| 2011-2012 | Coupe du monde                                      | Bangkok | Chine             | 2-4   |         |
| 2013-2014 | Classique Paul Hunter                               | Fürth   | Ronnie O'Sullivan | 0-4   | Tableau |
| 2013-2014 | Championnat du circuit des joueurs (épreuve finale) | Preston | Barry Hawkins     | 0-4   | Tableau |